# James Moriarty
Giáo sư James Moriarty là nhân vật phản diện trong bộ truyện trinh thám nổi tiếng của nhà văn Arthur Conan Doyle.

## Lịch sử
Moriarty nổi tiếng bởi sự thông minh và là người giật dây phần lớn tội ác ở Anh quốc. Ông được mệnh danh là Napoléon trong giới tội phạm nhờ vào tài năng tổ chức và thao túng tội ác của mình. Moriarty được sáng tạo từ cảm hứng dựa trên nhân vật có thật: Adam Worth.

## Lai lịch

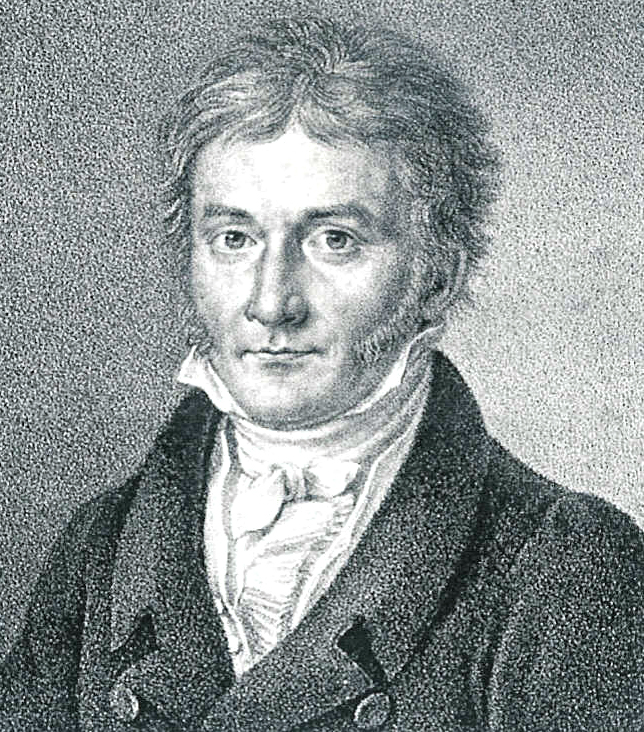
Gauss' portrait published in Astronomische Nachrichten 1828

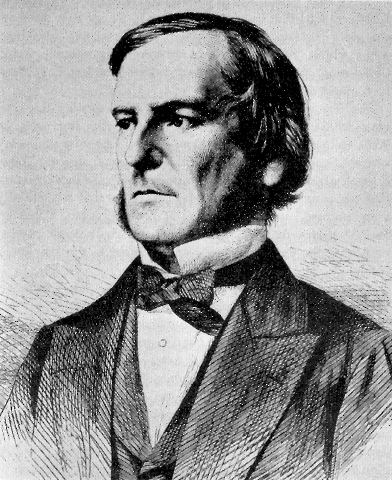
George Boole

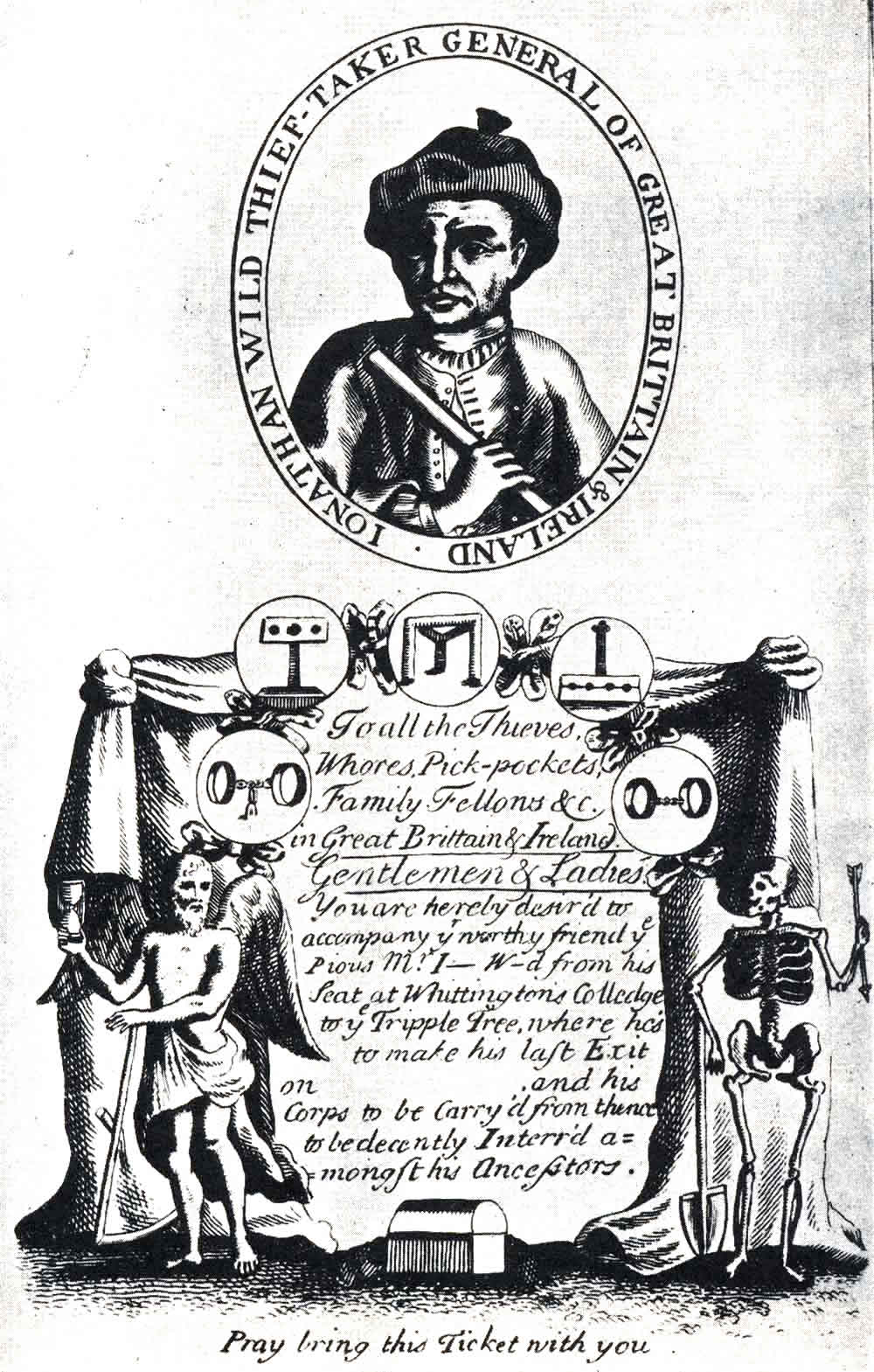
A gallows ticket to view the hanging of Jonathan Wild.

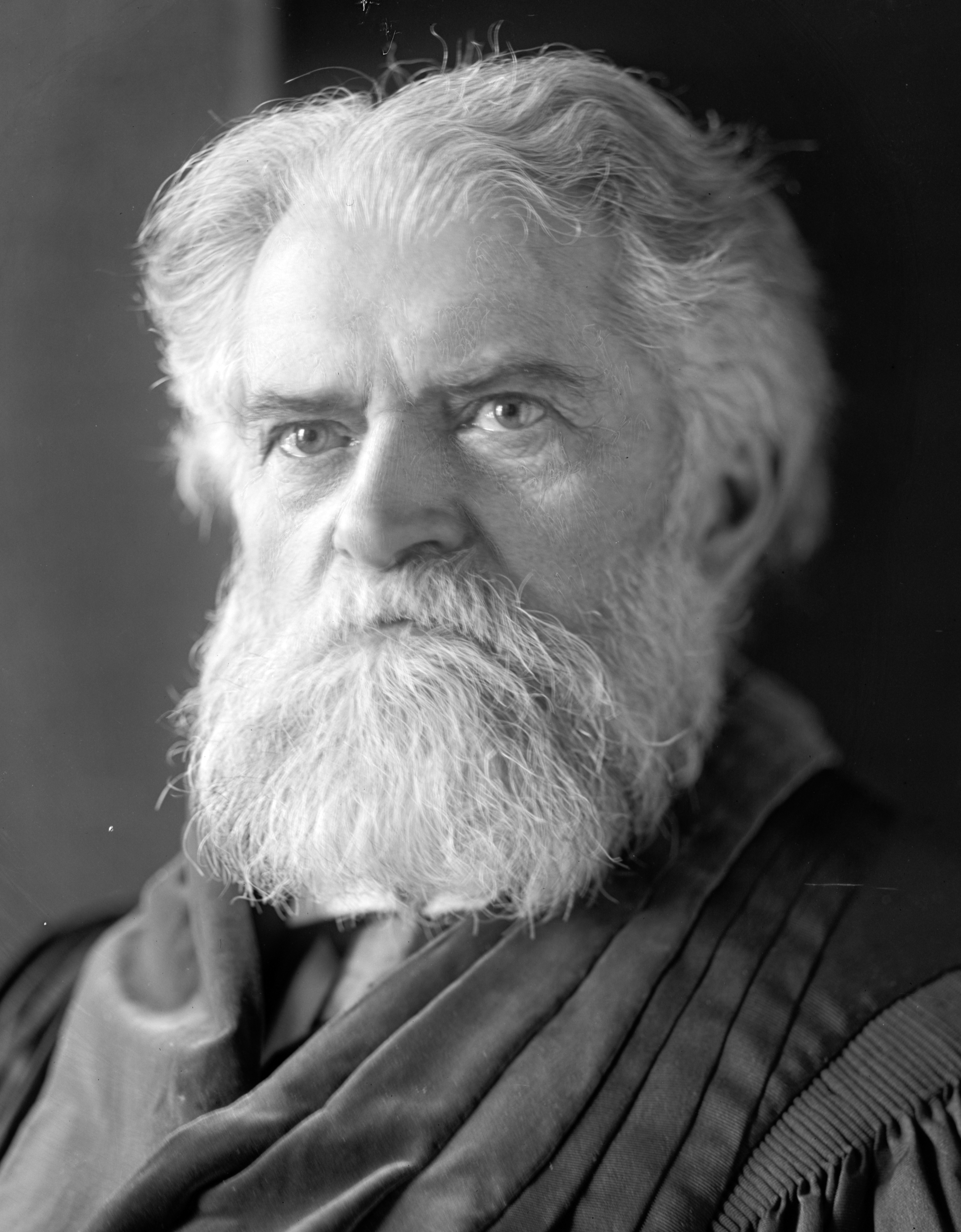
Simon Newcomb

Giáo sư Moriarty xuất hiện lần đầu tiên trong tác phẩm "The Final Problem". Thông suốt tập truyện, thám tử Sherlock Holmes đã bị buộc bỏ trốn đến các quốc gia khác để tránh né sự truy sát của Moriarty. Tuy nhiên, đích thân giáo sư Moriarty đã giám sát và theo đuổi vị thám tử tài trí này. Sự đấu trí của hai nhân vật lỗi lạc diễn ra rất gay cấn trong suốt câu truyện và sự giáp mặt cuối cùng giữa hai nhân vật diễn ra trên thác Reichenbach, nơi mà cả hai đã trực tiếp đọ sức, kết quả giáo sư Moriarty đã rơi xuống thác và chết. Ngoài tập truyện trên, giáo sư Moriarty còn xuất hiện trong Thung lũng kinh hãi trong đó Holmes đã nỗ lực ngăn chặn kế hoạch ám sát của Moriarty nhưng thất bại.
Mặc dù giáo sư Moriarty chỉ xuất hiện duy nhất một lần trong 60 tập truyện của Conan Doyle, nhưng ông được xem là đối thủ đáng sợ nhất của Holmes.
Holmes đã diễn tả giáo sư Moriarty như sau:
"Hắn xuất thân trong một gia đình tốt, được đào tạo đến nơi đến chốn, và có một tài năng hiếm có về toán học. Khi tròn 21 tuổi, hắn đã viết xong một luận văn về nhị thức Newton, làm cho tên tuổi của hắn nổi tiếng khắp châu Âu. Sau đó, hắn được phụ trách khoa toán trong một trường đại học tổng hợp của nước Anh. Một tương lai xán lạn, rạng rỡ đang chờ đón hắn. Nhưng hắn bỗng biến mất một cách lạnh lùng và trở thành một tên hung đồ độc ác. Trong huyết quản của hắn dòng máu của kẻ phạm tội đang chảy. Do có trí óc thông minh hiếm có nên hành động độc ác của hắn càng nguy hiểm. Trong trường đại học, những lời đồn đại không hay về hắn đã bay đi khắp nơi, cuối cùng buộc lòng hắn phải rời bỏ trường để đến cư trú tại London. Ở đấy hắn ta bắt đầu chuẩn bị một đội ngũ những tên ăn cắp, lưu manh chuyên nghiệp trẻ tuổi."